# Архаринский муниципальный округ
Архари́нский округ — административно-территориальная единица (район) и муниципальное образование (в 2022 году муниципальный район преобразован в муниципальный округ) в Амурской области Российской Федерации — России.
Административный центр — посёлок городского типа (рабочий поселок) Архара.

## География
Площадь района составляет 14,6 тысяч км². Архаринский район занимает крайний юго-восток области в бассейне реки Архары. Граничит на северо-западе и западе с Бурейским районом Амурской области, на востоке с Верхнебуреинским районом Хабаровского края, на юго-востоке с Облученским районом Еврейской автономной области, на юго-западе и юге проходит государственная граница с КНР.
На территории района расположен Хинганский заповедник, основанный в октябре 1963 года.

### Климат
Климат района умеренно континентальный. Самый холодный месяц − январь, средняя температура −26,7 °C. Самый жаркий месяц − июль, средняя температура +20,7 °C. Годовое количество осадков по данным метеостанции Архара: 685 мм.

### Рельеф
Вдоль реки Амур тянется широкая пойма, к северо-востоку находится её террасная низменная равнина, затем расположен сопочно-котловинный рельеф бассейна реки Архары, на севере находится плосковершинное низкогорье южной оконечности хребта Турана.
Основной рекой является Амур с притоками Урил, Мутная и Архара. На Архаринской низменности располагаются торфяные болота и многочисленные озера (Долгое, Кувачное, Осиновое, Улетское).

### Полезные ископаемые
Архаро-Богучанское месторождение бурых углей, месторождения россыпного золота, Татаканское месторождение щебёночного камня. Имеются более 10 целебных минеральных источников.

### Достопримечательности
- В среднем течении реки Архары найдены петроглифы («писные камни» или «писаницы») — наскальные рисунки древних людей, являющиеся одним из 20-ти подобных археологических памятников в Амурской области. Петроглифы содержат сцены охотничьего промысла и бытовой жизни древних людей. В ходе исследований, проведенных во втором десятилетии XXI века, удалось выявить ранее неопубликованные изображения, а ученым из Японии и Китая расшифровать их. Надпись оказалась текстом большого чжурчжэньского письма, нанесенного на скалу 19 октября 1127 года автором Шэнтуйлинем. Наскальные рисунки до конца не изучены и требуют бережного отношения и защиты. Несмотря на то, что этот памятник природы с 1978 года охраняется государством, из-за своей легкодоступности он подвержен не только разрушительному действию природы, но и человека[3].
- По богатству флоры и разнообразию растительных сообществ Хинганский государственный заповедник занимает первое место на Дальнем Востоке России. Растительный мир заповедника насчитывает 47 видов млекопитающих, 304 вида птиц, 7 видов рептилий, 6 видов амфибий, 27 видов рыб, более 1500 видов насекомых, более 900 высших растений.

В Красную книгу России и МСОП включены 21 вид птиц, встречающихся в заповеднике, один вид рептилий, два вида млекопитающих, два вида несекомых, 19 видов растений. Визитной карточной заповедника являются японские журавли и лотос Комарова. Для охраны редкого реликтового растения лотоса Комарова постановлением главы администрации Амурской области на территории района объявлен государственный ботанический памятник природы областного значения «Лотос Комарова», занимающий всю водную поверхность Кривого озера.
- Другие достопримечательности Архаринского района:
  - горячие ключи в верховьях реки Мутной,
  - Есауловский минеральный источник,
  - Иннокентьевский сосновый бор,
  - Аркадьевский сосновый бор.

## Палеонтология
В окрестностях села Кундур Архаринского района с 1999 года находят остатки динозавров, встречаются целые скелеты. Было обнаружено пять местонахождений. В 2002—2003 годах скелет олоротитана (лат. Olorotitan arharensis, лебедь-титан из Архары) из семейства гадрозавров экспонировался на международной палеонтологической выставке «Раскопки динозавров» в Королевском музее института естественной истории в Брюсселе.
Был обнаружен практически целый скелет ламбеозаврового динозавра.
В 2003 году возле села Кундур обнаружены ещё три скелета утконосых динозавров кундурозавров (лат. Kundurosaurus nagornyi, кундурский ящер Нагорного) из семейства гадрозавров. Впервые в России обнаружены панцирные ящеры анкилозавры, плотоядные динозавры семейства тираннозавров, фрагменты крокодилов и черепах.
Останки динозавров датируются возрастом 67 млн лет назад. когда на территории Архаринского района было побережье океана. Океан отступил. До наших дней от него дошли озёра Долгое, Кривое, Кувачное, Осиновое, Улётное и другие.

## История
16 (28) мая 1858 года, был заключён Айгунский договор между Китаем и Россией, после которого на территории района появились первые казачьи станицы Нижнебурейская (ныне Иннокентьевка), Халтан (ныне Касаткино), Михайловка, Сагибово, Скобельцино.
С началом строительства Транссибирской железнодорожной магистрали в 1891 г. вырос поток крестьян-переселенцев из центральных районов России. В это время важную роль играло село Аркадие-Семёновка (ныне Аркадьевка), основанное в 1891 году на пересечении почтового тракта и судоходной реки.
К февралю 1917 года насчитывалось 11 сёл (Аркадие-Семёновка, Архара, Нижнебурейское, Халтан, Михайловка, Сагибово, Скобельцино, Домикан, Грибовка, Могилёвка, Новоспасск), в которых имелось 8 начальных школ, один фельдшерско-акушерский медицинский пункт в селе Аркадие-Семёновка.
В 1918—1922 году Дальний Восток подвергся интервенции со стороны Японии. На территории района действовал партизанский отряд под командованием Гребенькова.
В 1923 году прошли первые выборы в органы советской власти в образованные сельские советы Завитинского уезда.
Район образован 4 января 1926 года как Хингано-Архаринский в составе Амурского округа Дальневосточного края.
30 июля 1930 Амурский округ, как и большинство остальных округов СССР, был упразднён, его районы перешли в прямое подчинение Дальневосточного края. 20 октября 1932 года решением ВЦИК и СНК РСФСР о новом территориальном делении и районировании края район был включён в состав созданной Амурской области.
1 февраля 1963 года в связи с укрупнением сельских районов указом Президиума Верховного Совета РСФСР большая часть территории Хингано-Архаринского района вошла в укрупненный Бурейский район, а часть территории была передана Завитинскому горсовету (п. Архара, Кундурский, Урильский и Ядринский сельские советы). 3 марта 1964 года Амурский облисполком принял решение об образовании Архаринского сельскохозяйственного района. 12 января 1965 года указом Президиума Верховного Совета РСФСР Архаринский сельскохозяйственный район был преобразован в Архаринский административный район.
К 15 декабря 1977 года, в район была передислоцирована и расквартирована в посёлке городского типа Архара, посёлке Кундур и селе Заречное, 146-я отдельная дорожно-строительная бригада для строительства «Амурской колесухи» на участке Бурея — Архара — Пашково (протяжённость — 145 километров), автодороги Чита — Хабаровск, ныне М58 «Амур», в Дальневосточном военном округе (ДВО).
С 18 ноября 2005 года в соответствии с Законом Амурской области № 91-ОЗ на территории района образованы 17 муниципальных образований: 1 городское и 16 сельских поселений.
30 июня 2008 года Могилевский сельсовет был объединён с Грибовским.
В апреле 2022 года Архаринский район был преобразован в Архаринский муниципальный округ.

## Население
| 1959    | 1970    | 1979    | 1989    | 1990    | 1995    | 2000    | 2001    | 2002    |
| ------- | ------- | ------- | ------- | ------- | ------- | ------- | ------- | ------- |
| 24 112  | ↗26 067 | ↘25 781 | ↗27 537 | ↘27 046 | ↘25 186 | ↘22 510 | ↘22 000 | ↘21 068 |
| 2003    | 2004    | 2005    | 2009    | 2010    | 2011    | 2012    | 2013    | 2014    |
| ↘21 000 | ↘20 300 | ↘19 875 | ↘18 513 | ↘17 186 | ↘17 117 | ↘16 688 | ↘16 312 | ↘15 876 |
| 2015    | 2016    | 2017    | 2018    | 2019    | 2020    | 2021    | 2023    |         |
| ↘15 496 | ↘15 187 | ↘14 834 | ↘14 551 | ↘14 245 | ↘13 974 | ↘13 192 | ↘12 729 |         |

В городских условиях (пгт. Архара) проживают 59.55 % населения района.
В связи с большим числом безработных из трудоспособного населения, имеется тенденция к оттоку населения из Архаринского района.

## Административное деление
В Архаринский район входят 16 муниципальных образований, в том числе 1 городское поселение и 15 сельских поселений:
| №        | Муниципальное образование    | Административный центр | Количество населённых пунктов | Население (чел.) | Площадь (км²) |
| -------- | ---------------------------- | ---------------------- | ----------------------------- | ---------------- | ------------- |
| 1e-06    | Городское поселение:         |                        |                               |                  |               |
| 1        | рабочий поселок (пгт) Архара | пгт Архара             | 3                             | ↘7824            | 106,94        |
| 1.000002 | Сельские поселения:          |                        |                               |                  |               |
| 2        | Антоновский сельсовет        | село Антоновка         | 2                             | ↗113             | 193,21        |
| 3        | Аркадьевский сельсовет       | село Аркадьевка        | 2                             | ↘661             | 108,53        |
| 4        | Вольненский сельсовет        | село Вольное           | 2                             | ↘107             | 271,58        |
| 5        | Грибовский сельсовет         | село Грибовка          | 3                             | ↘229             | 132,71        |
| 6        | Иннокентьевский сельсовет    | село Иннокентьевка     | 2                             | ↗524             | 254,15        |
| 7        | Касаткинский сельсовет       | село Касаткино         | 4                             | ↘515             | 770,16        |
| 8        | Кундурский сельсовет         | село Кундур            | 3                             | ↘654             | 181,17        |
| 9        | Ленинский сельсовет          | село Ленинское         | 3                             | ↗366             | 260,71        |
| 10       | Новосергеевский сельсовет    | село Новосергеевка     | 2                             | ↘118             | 237,93        |
| 11       | Новоспасский сельсовет       | село Новоспасск        | 4                             | ↘369             | 336,79        |
| 12       | Отважненский сельсовет       | село Отважное          | 4                             | ↘827             | 197,26        |
| 13       | Северный сельсовет           | село Северное          | 3                             | ↘165             | 143,60        |
| 14       | Урильский сельсовет          | село Урил              | 2                             | ↘38              | 107,53        |
| 15       | Черниговский сельсовет       | село Новодомикан       | 8                             | ↘201             | 307,10        |
| 16       | Ядринский сельсовет          | село Ядрино            | 2                             | ↗481             | 115,93        |

### Населённые пункты
В Архаринском районе 49 населённых пунктов.
Населённые пункты в Архаринском районе расположены в основном вдоль рек и железной дороги.
| №  | Населённый пункт | Тип                             | Население | Муниципальное образование    |
| -- | ---------------- | ------------------------------- | --------- | ---------------------------- |
| 1  | Антоновка        | село                            | ↘91       | Антоновский сельсовет        |
| 2  | Аркадьевка       | село                            | ↘631      | Аркадьевский сельсовет       |
| 3  | Архара           | пгт                             | ↘7580     | рабочий поселок (пгт) Архара |
| 4  | Богучан          | посёлок железнодорожной станции | ↘63       | Новосергеевский сельсовет    |
| 5  | Бон              | село                            | ↘7        | рабочий поселок (пгт) Архара |
| 6  | Вольное          | село                            | ↘84       | Вольненский сельсовет        |
| 7  | Грибовка         | село                            | ↘182      | Грибовский сельсовет         |
| 8  | Гуликовка        | село                            | ↘14       | Черниговский сельсовет       |
| 9  | Домикан          | село                            | ↘176      | Новоспасский сельсовет       |
| 10 | Домикан          | железнодорожная станция         | →59       | Черниговский сельсовет       |
| 11 | Ерахта           | село                            | ↗5        | Грибовский сельсовет         |
| 12 | Есауловка        | железнодорожная станция         | →2        | Ядринский сельсовет          |
| 13 | Журавлёвка       | село                            | ↗171      | Касаткинский сельсовет       |
| 14 | Журавли          | железнодорожная станция         | ↘2        | рабочий поселок (пгт) Архара |
| 15 | Заречное         | село                            | ↘50       | Отважненский сельсовет       |
| 16 | Иннокентьевка    | село                            | ↘405      | Иннокентьевский сельсовет    |
| 17 | Казановка        | село                            | ↘36       | Новоспасский сельсовет       |
| 18 | Казачий          | село                            | →2        | Кундурский сельсовет         |
| 19 | Каменка          | село                            | ↘27       | Черниговский сельсовет       |
| 20 | Каменный Карьер  | село                            | ↘111      | Отважненский сельсовет       |
| 21 | Касаткино        | село                            | ↗242      | Касаткинский сельсовет       |
| 22 | Красная Горка    | село                            | →4        | Антоновский сельсовет        |
| 23 | Красный Исток    | село                            | ↗53       | Ленинский сельсовет          |
| 24 | Красный Луч      | село                            | ↗34       | Иннокентьевский сельсовет    |
| 25 | Кулустай         | железнодорожная станция         | →4        | Черниговский сельсовет       |
| 26 | Кундур           | село                            | ↘693      | Кундурский сельсовет         |
| 27 | Левый Берег      | село                            | →1        | Черниговский сельсовет       |
| 28 | Ленинское        | село                            | ↘299      | Ленинский сельсовет          |
| 29 | Михайловка       | село                            | ↘10       | Ленинский сельсовет          |
| 30 | Могилёвка        | село                            | →66       | Грибовский сельсовет         |
| 31 | Новодомикан      | село                            | ↘62       | Черниговский сельсовет       |
| 32 | Новопокровка     | село                            | ↘77       | Касаткинский сельсовет       |
| 33 | Новосергеевка    | село                            | ↘84       | Новосергеевский сельсовет    |
| 34 | Новоспасск       | село                            | ↘195      | Новоспасский сельсовет       |
| 35 | Орловка          | село                            | ↗41       | Вольненский сельсовет        |
| 36 | Отважное         | село                            | ↘667      | Отважненский сельсовет       |
| 37 | Петропавловка    | село                            | ↗1        | Черниговский сельсовет       |
| 38 | Рачи             | посёлок железнодорожной станции | →1        | Урильский сельсовет          |
| 39 | Сагибово         | село                            | ↗59       | Касаткинский сельсовет       |
| 40 | Свободное        | село                            | ↗4        | Новоспасский сельсовет       |
| 41 | Северное         | село                            | ↘178      | Северный сельсовет           |
| 42 | Скобельцыно      | село                            | ↘37       | Северный сельсовет           |
| 43 | Тарманчукан      | село                            | ↘5        | Кундурский сельсовет         |
| 44 | Татакан          | железнодорожная станция         | ↘85       | Отважненский сельсовет       |
| 45 | Украинка         | село                            | →20       | Северный сельсовет           |
| 46 | Урил             | село                            | ↘90       | Урильский сельсовет          |
| 47 | Черниговка       | село                            | ↘149      | Черниговский сельсовет       |
| 48 | Черноберёзовка   | село                            | ↘69       | Аркадьевский сельсовет       |
| 49 | Ядрино           | село                            | ↘475      | Ядринский сельсовет          |

Упразднённые населённые пункты:
- 1974 год — села Атамановка, Гилево-Плюснинка, Гонгор, Гужаевка, Дорожное, Дыды, Ивановский, Леконда, Малые Дыды, Плакун, Салокачи, Тармунд, Треног, метеостанция Хара.
- 1977 год — разъезды Касаткин и Туннельный, село Шапуркино.
- 1978 год — село Некрасовка.
- 1980 год — село Новоалексеевка.
- 1986 год — станция Улетуй.
- 1988 год — села Борзя, Татакан.
- 2001 год — село Ключи, станция Отроги.

## Экономика
В связи с изменением статуса железнодорожной станции Архара, закрытием локомотивного эксплуатационного депо и пункта технического обслуживания, а также Богучанского угольного разреза и ряда других предприятий до 50 % трудоспособного населения Архаринского района являются безработными.

## Транспорт
Автомобильные, водные и железнодорожные пути сообщения, проходящие по территории района, связывают его с другими субъектами России. В 2004 году в постоянную эксплуатацию сдана федеральная автодорога Р-297 «Амур», пересекающая район в его наиболее обжитой части. Внутренние транспортные связи осуществляются автомобильным транспортом.
Через район проходит Транссибирская железнодорожная магистраль и автомобильная дорога федерального значения Р-297 «Амур», имеется сеть автодорог регионального значения.
В 1979 году Архаринская дистанция пути объединена с Облученской дистанцией пути. В 2010 году железнодорожная станция Архара перестала быть узловой. Локомотивное эксплуатационное дело и пункт технического обслуживания станции Архара были закрыты. На территории района расположен Тарманчуканский тоннель, самый протяжённый тоннель Дальневосточной железной дороги, Рачинский, Казачий, Касаткинский тоннели.
Сельские населённые пункты района связаны с районным центром автобусными маршрутами. В самом посёлке Архара действует два внутрипоселковых автобусных маршрута. Функционирует регулярное автобусное сообщение из Архары в Благовещенск и далее в Хабаровск и Биробиджан.